# Rood-zwarte baardvogel
De rood-zwarte baardvogel (Lybius guifsobalito) is een vogel uit de familie Lybiidae (Afrikaanse baardvogels). De soortnaam 'guifsobalito' is gebaseerd op de naam 'Guifso Balito' van Buffon.

## Verspreiding en leefgebied
Deze soort komt voor van Eritrea en Ethiopië tot noordoostelijk Congo-Kinshasa, Oeganda, westelijk Kenia en noordwestelijk Tanzania.

## Status
De grootte van de populatie is niet gekwantificeerd maar de soort wordt omschreven als plaatselijk algemeen. Op de Rode lijst van de IUCN heeft deze soort de status niet bedreigd.